# Ганичи (Закарпатская область)
Га́ничи (укр. Ганичі) — село в Нересницкой сельской общине Тячевского района Закарпатской области Украины.
Население по переписи 2001 года составляло 3986 человек. Почтовый индекс — 90535. Телефонный код — 0313439. Занимает площадь 155 км². Код КОАТУУ — 2124481201.